# Macedônia Unida
Macedônia Unida (em macedônio/macedónio:  Обединета Македонија, Obedineta Makedonija) é um conceito irredentista entre os macedônios étnicos nacionalistas. Este recorre para o desejo de unificação das regiões transnacionais da Macedônia no sudeste da Europa (reivindicado pelos nacionalistas de etnia macedónia como a sua pátria nacional e, erroneamente dividida pelo Tratado de Bucareste em 1913) em um Estado sob seu mandato, tendo a Tessalônica (chamado por eles Солун, Soluna) como sua capital. 
O termo tem sido utilizado desde o início dos anos 1900, nomeadamente em ligação com a Federação Comunista dos Balcãs.

## Ver Também
- Organização Revolucionária Interna da Macedônia
- História da República da Macedónia